# Династия Трастамара
Трастàмара е древна кралска династия на Пиренейския полуостров, съществувала между 14 и 16 век.
Нелегитимно произлязла от Бургундския дом, нейните представители са управлявали в Кралство Кастилия и Леон (1369 г.-1555 г.) и със своите кадетски клонове в Кралство Арагон (1412 – 1516), Кралство Сицилия (1412 – 1516), Кралство Неапол (1435 – 1516) и Кралство Навара (1425 – 1484).

## Династията Трастамара в Кралство Кастилия
- 1369 – 1379 – Енрике II Братоубиеца (13.1.1334 – 29.5.1379), извънбрачен син на Алфонсо XI Кастилски
- 1379 – 1390 – Хуан I (24.8.1358 – 9.10.1390), син на предходния
- 1390 – 1406 – Енрике III Болнавия (4.10.1379 – 25.12.1406), син на предходния
- 1406 – 1454 – Хуан II (6.3.1403 – 20.7.1454), син на предходния
- 1454 – 1474 – Енрике IV Импотентния (букв. el Impotente) (25.1.1425 – 11.12.1474), син на предходния
- 1474 – 1504 – Изабела I Католичката (22.4.1451 – 26.11.1504), дъщеря на Хуан II
- 1479 – 1516 – Фердинандо V (10.3.1452 – 23.1.1516), съпруг на Изабела I и неин съвладетел,, крал на Арагон (Фердинандо II, 1474 – 1479); крал на Сицилия (Фердинандо II, 1479 – 1516); номинален крал на Неапол (Фердинандо III, 1504 – 1516)
- 1504 – 1516 – Хуана Лудата (6.11.1479 – 12.4.1555), дъщеря на Изабела I Католичката и Фердинандо V

Основател на династията е Енрике, граф на Трастамара, е извънбрачния син на крал Алфонсо XI Кастилски (1311 – 1350) и Леонора де Гусман (1310 – 1351). След продължителна гражданска война срещу брат си, крал Педро I Кастилски (1334 – 1369), Енрике Трастамара успява да заеме престола на Кастилия като крал Енрике II (1369 – 1379), след като убива брат си Педро I. Срещу него е образувана коалиция, в която участват Португалия, Арагон и арабите. С енергични мерки Енрике ІІ съумява да защити правата си. Осигурил съюза на Франция и нейния владетел Шарл V дьо Валоа, кралят почти разгромява Португалия и я принуждава да признае правата му върху престола. В края на управлението си той установява мир с всички свои врагове. Женен е за аристократката Хуана, дъщеря на бискайския граф Хуан де Билена, от която има три деца: Леонора, омъжена за наварския крал Шарл III д'Еврьо; Хуана, починала млада; Хуан I (1379 – 1390). През 1383 г. Хуан І прави опит да завладее Португалия. В битката при Алжубарота (1385) португалският крал Жуау I разгромява испанските войски. Първа съпруга на Хуан І е Леонора, дъщеря на арагонския крал Педро IV, а след като овдовява, се жени за Беатриса, дъщеря на португалския владетел Фернанду I. Има двама синове, единият от които, Енрике III Болнавия (1390 – 1406), става крал на Кастилия, а другият Фернандо I, е владетел на Арагон.
Новият владетел на Кастилия, Енрике III Болнавия, води успешни войни с португалците и берберите. Той пръв носи титлата „принц на Астурия“. Заема се да установи ред в Кастилия и да ограничи своеволията на аристокрацията. През 1402 г. завладява Канарските острови. Женен е за Катерина, дъщеря на Джон Гонт, граф на Съмърсет (Ланкастър). Има няколко деца, от които по-известни са: Мария, омъжена за крал Алфонсо V Арагонски и бъдещият монарх Хуан II (1406 – 1454). Обявен за крал на двегодишна възраст, Хуан II започва управлението си под регентството на своя чичо Фернандо I Арагонски. Кастилия воюва успешно срещу Навара, Арагон и маврите от Гренада. Хуан ІІ покровителства литературата и управлението му се свързва с разцвета на средновековната кастилска поезия. Под влиянието на своя фаворит граф Алваро де Луна, кралят овдовял с първата си съпруга Мария, дъщеря на арагонския крал Фернандо I, взема за жена португалската инфанта Изабела, дъщеря на херцог Хуан де Бежа. От този брак се раждат: Енрике IV Импотентния; принц Алфонсо и Изабела I Католичката.
Енрике IV Импотентния (1454 – 1474) е мразен от народа заради разврата, който цари в кастилския двор. Той се развежда с първата си съпруга Бланка, дъщеря на арагонския крал Хуан II и сключва втори брак с Хуана, дъщеря на португалския крал Дуарте Авиш. От нея има само една дъщеря – Хуана (вероятно не е от него) и владетелят е принуден да признае за свой наследник брат си Алфонсо, а след смъртта му – сестра си Изабела I Католичката. С него прекъсва мъжката линия в кралския род на Кастилия.
След смъртта на Енрике IV, неговата сестра Изабела I (1474 – 1504) окончателно измества наследницата на трона Хуана, втора съпруга на португалския крал Афонсу V. Кралицата защитава успешно държавата си от португалските войски. Заедно със съпруга си Фердинандо II, крал на Арагон, реорганизират Инквизицията (1481), завършват испанската Реконкиста, в резултат на което е обединена цяла Испания (1492) и получават от папа Александър VI титлата „католически владетели“. При управлението им Христофор Колумб достига бреговете на Северна Америка (1492). Техни деца са: Катерина, първа съпруга на английския крал Хенри VIII Тюдор; Изабела, португалска кралица чрез брака си с Мануел I Авиш; Мария, омъжена за португалския владетел Мануел I Авиш след смъртта на сестра си; рано починалия Хуан, женен за Маргарита, дъщеря на германския император Максимилиан I фон Хабсбург.
Наследството на Изабела I преминава у дъщеря ѝ Хуана Лудата (1504 – 1516). Тя се омъжва през 1496 г. за Филип I, син на германския император Максимилиан I фон Хабсбург и през 1504 г. наследява заедно с него майка си Изабела I като кралица на Кастилия. Съпругът на Хуана успява да я изолира и започва да управлява сам. След смъртта му тя полудява и се оттегля в замъка Тордесиляс, при балсамираното му тяло. Баща ѝ Фердинандо II сключва втори брак с Жермен, дъщеря на Жан дьо Фоа, виконт дьо Нарбон и до смъртта си управлява Кастилия в качеството си на регент (1506 – 1516). На престола на обединена Испания е утвърден неговият внук Карл V, при когота страната преминава под властта на Хабсбургите.

## Династията Трастамара в Кралство Арагон и Кралство Навара

### Династията Трастамара в Кралство Арагон
- 1412 – 1416 – Фернандо I Арагонски (27.11.1380 – 2.4.1416), син на Хуан I, номинален крал на Сицилия
- 1416 – 1458 – Алфонсо V Великодушни (1394 – 27.7.1458), син на предходния, номинален крал на Сицилия (Алфонсо I Великодушни), крал на Неапол (Алфонсо I, 1435 – 1458)
- 1458 – 1479 – Хуан II (29.6.1397 – 20.1.1479), син на Фернандо I Арагонски, номинален крал на Сицилия (Хуан I); крал на Навара (Жан I, 1425 – 1479)
- 1479 – 1516 – Фернандо II Католик (10.3.1452 – 23.1.1516), син на предходния, номинален крал на Сицилия; крал на Испания (1479 – 1516); номинален крал на Неапол (Фернандо III Неаполитански, 1503 – 1516)

### Династията Трастамара в Кралство Навара
- 1425 – 1479 – Жан II (29.6.1397 – 20.1.1479), син на Фернандо I Арагонски, крал на Арагон (1458 – 1479, Хуан II); номинален крал на Сицилия (Хуан I)
- 1479 – Елеонора (2.2.1426 – 12.2.1479)

През 1410 г. със смъртта на Мартин I, крал на Арагон, Валенсия и Сицилия, е прекъсната Барселонската кралска династия, която притежава короните на тези кралства, което довежда до двугодишна гражданска война за престола между наследниците по женска линия на Мартин I Арагонски. През 1412 г. чрез т.н Компромис от Каспе благородниците от Арагон, Валенсия и Барселона избират за крал на Арагон един от внуците на Енрике II Бротоубиеца, Фернандо, който е втори син на крал Хуан I Кастилски. Фернандо заема арагонския престол под името Фернандо I Арагонски (1412 – 1416). Така е основан вторият клон на династията Трастамара, който управлява кралствата Арагон, Валенсия и Сицилия. Короната на Арагон е наследена от Фернандо I (1412 – 1416), син на кастилския владетел Хуан I и на арагонската принцеса Леонора. Той се отличава с победите си над маврите и им отнема временно крепостта Гренада. Оттегля подкрепата си за антипапа Бенедикт XIII и така помагга да се сложи край на Великата схизма в католическата църква. Жени се за своята леля Изабела, дъщеря на кастилския крал Енрике II, а след нейната смърт – за Леонора, дъщеря на херцог Санчо д’Албуркерке и внучка на кастилския крал Алфонсо XI, която ражда четири деца: Алфонсо V Великодушни; Хуан II; Леонора, съпруга на португалския крал Дуарте, а след като овдовява – за граф Гастон IV дьо Фоа; Мария, омъжена за кастилския крал Хуан II.
Алфонсо V Великодушни (1416 – 1458) е ренесансов владетел, който се огражда с хуманисти и дейци на изкуството. Осиновен е от бездетната неаполитанска кралица Джована II Анжуйска, която го обявява за свой наследник, но скоро губи нейната благосклонност. Прогонен от Италия Алфонсо V започчва война. През 1442 г. овладява цялото Неаполитанско кралство и се увенчава с короната му. Няма деца от съпругата си Мария, дъщеря на кастилския крал Енрике III, затова оставя трона на Неапол и Сицилия на своя извънбрачен син Фердинандо I (1458 – 1494). Незаконородената му дъщеря Бианка-Мария става втора съпруга на Леонело д'Есте, владетел на Ферара и Модена.
Короната на Арагон получава Хуан II (1458 – 1479), по-малкият брат на Алфонсо V. Преди това той се сдобива с властта над Навара (1425 – 1479, под името Жан II), чрез брака си Бланш, дъщеря и наследница на крал Шарл III д'Еврьо. Негова втора съпруга е Хуана, дъщеря на кастилския инфант Федерико Енрикес. В своета завещание кралица Бланш определя за крал на Навара единствения си син Карлос (†1458), но под влиянието на втората си съпруга Хуан ІІ повежда война със своя син, отстранява го от властта и го заточава в Неапол, където той умира, вероятно отровен по заповед на мащехата си. Смъртта на инфанта предизвиква бунт в Каталония, за чието потушаване Хуан ІІ трябва да търси помощ от френския крал Луи XI дьо Валоа. След смъртта на Хуан ІІ (Жан ІІ) на престола на Навара за две седмици се настанява дъщеря му Елеонора (28.1 – 12.2.1479).
Короната на Арагон е наследена от Фернандо II Католик, роден от втората съпруга на Хуан II, Хуана. През 1469 г. той се жени за кастилската кралица Изабела I, с което се полагат основите на обединена Испания. В Кастилия владетелят носи името Фернандо V. Той започва война с арабите (1482 – 1492), приключила успешно с превземането на Гренада, последната мюсюлманска крепост на Пиренейския полуостров. През същата година владетелската двойка дава позволението си за експедицията на Христофор Колумб, приключила с откриването на Америка и поставила началото на испанското проникване в тези земи. С анексирането на испанския дял на Навара през 1512 г. приключва държавното обединение на Испания. Фернандо II и Изабела I имат пет деца: престолонаследника Хуан, който се жени за Маргарита, дъщеря на германския император Максимилиан I фон Хабсбург, но умира млад; Хуана, омъжена за Филип I, владетел на Нидерландия и син на германския император Максимилиан I фон Хабсбург; Катерина, първа съпруга на английския крал Хенри VIII Тюдор; Изабела, португалска кралица чрез брака си с Мануел I Авиш; Мария, омъжена за португалския владетел Мануел I Авиш след смъртта на сестра си.
След смъртта на Изабела I през 1504 г. най-голямата ѝ дъщеря Хуана наследява кастилските владения. Съпругът ѝ Филип I фон Хабсбург отказва да признае своя тъст Фернандо II за регент на Кастилия, както гласи завещанието на покойната кралица, навлиза в Испания и е приет като владетел под името Фелипе I, а Фернандо II е прогонен от Кастилия. Скоропостижната смърт на Фелипе I през 1506 г. и последвалата я лудост на Хуана позволяват на Фернандо II да си възвърна властта над Кастилия и да засили абсолютизма там. Жени се за втори път за Жермен, сестра на наварския крал гастон дьо Фоа, от която няма деца. През 1516 г. на престола на обединена Испания се възкачва Карлос I Хабсбург (бъдещият германски император Карл V), внук на Фернандо II и Изабела I. От този момент властта в кралството преминава у династията на Хабсбургите.

## Династията Трастамара в Неаполитанското кралство
- 1435 – 1458 – Алфонсо I Неаполитански (1394 – 27.7.1458), син на Фернандо I Арагонски; крал на Арагон (Алфонсо V Арагонски, 1416 – 1458)
- 1458 – 1494 – Фернандо I Неаполитански (1423 – 25.1.1494), извънбрачен син на предходния
- 1494 – 1495 – Алфонсо II Неаполитански (4.11.1448 – 19.11.1495), син на предходния
- 1495 – 1496 – Фернандо II Неаполитански (26.7.1469 – 7.10.1496), син на предходния
- 1496 – 1501 – Федерико I (9.4.1452 – 9.11.1504), син на предходния
- 1503 – 1516 – Фернандо III Неаполитански (15.12.1488 – 20.11.1550), син на предходния

През 1442 г. Алфонсо V Арагонски, син на Фернандо I Арагонски, завладява Неаполитанското кралство и заема престола му. Той управлява до смъртта си през 1458 г. и е наследен от по-малкия си извънбрачен син Фернандо I Неаполитански, който основава Неаполитанския клон на династията Трастамара. Новият крал не е приет добре от местната аристокрация, която застава зад Джовани, херцог на Калабрия, син на бившия монарх Рениеро I д'Анжу. Едва през 1462 г., след като си осигурява подкрепата на папата и на неаполитанските граждани Фернандо І успява да победи и прогони своя съперник. Предприема начинания, полезни за развитието на занаятите и търговията, но от друга страна установява жесток терор спрямо своите противници. Влиза във военен конфликт с папа Инокентий VIII, който го отлъчва от църквата и враждува с него до смъртта му. От съпругата си Изабела кралят има четири деца: Алфонсо II Неаполитански; Беатриче, която се омъжва за унгарския крал Матияш Корвин (Хунияди), а след като овдовява, сключва брак с неговия приемник Уласло II Ягело; Джована, омъжена за племенника си неаполитанския крал Фернандо II; Елеонора, дадена за жена на Ерколе I д’Есте, херцог на Ферара и Модена. С деспотичното си управление новият владетел Алфонсо II Неаполитански бързо си спечелва омразата на своите поданици. През 1494 г. френският крал Шарл VIII дьо Валоа издига своите претенции за трона на Неапол и организира поход в Италия. След като френските войски достигат Рим през 1495 г., Алфонсо ІІ се отказва от престола и умира през същата година. Дъщеря му Изабела сключва брак с Джан Галеацо Мария Сфорца, херцог на Милано, а по-малкият му син Алфонсо (1481 – 1500) става съпруг на Лукреция Борджия, дъщеря на папа Александър VI.
Короната получава първородният му син Фернандо II Неаполитански (1495 – 1496). Той обаче няма сили за да спре натиска на французите, които завладяват цялото Неаполитанско кралство и го принуждават да избяга в Сицилия. Италианската лига, образувана с участието на папата, Свещената Римска империя, Испания и Венеция, скоро притиска войските на Шарл VIII, който изоставя Неапол. С испанска помощ Фернандо ІІ си възвръща изгубените територии и дори подписва мирен договор с Франция, но скоро след това умира.
На престола се възкачва синът му Федерико I (1496 – 1501). Той се заема да укрепи вътрешния ред в страната и да възстанови благосъстоянието ѝ. След като новият френски крал Луи XII дьо Валоа през 1501 г. подновява военната кампания в Италия, Федерико е принуден да се предаде в плен, губи короната, но е назначен от своя съперник за управител на френските области Анжу и Мен. Умира през 1504 г. От първата си съпруга Анна, дъщеря на херцог Амадей IX Савойски няма деца, а втората Изабела дел Балцо през 1488 г. му ражда син Фернандо III Неаполитански, който след поредния неуспех на французите успява да се утвърди на престола на Неапол от 1504 до 1516 г. Единствената дъщеря на крал Федерико I, Джулия се омъжва за маркиз Джан-Джорджо ди Палеолог-Монферато. Крал Фернандо III Неаполитански е последният представител на династията Трастамара управлявал в Южна Италия.